# Jimeno Pérez de Corella
Jimeno Pérez de Corella, (1400 - 1457) conocido también como: Eiximén Peris de Corella o (Ximén Pérez de Corella) Fue señor de Albalat de la Rivera y de Segart de Albalat.

## Biografía
Casado con Beatriz de Llansó, hija del señor de Vilalonga. Hijos: 1º Juan, futuro II conde, y 2º Héctor, casado con Constanza de Vilanova, tuvieron a Francisco de Corella casado con Isabel de Perillos.
Jimeno, fue señor de Pardines y I conde de Cocentaina. Acompañó a Alfonso el Magnánimo en la expedición sobre Córcega y Cerdeña en 1420, se distinguió en el asalto a la plaza de Bonifacio y en la toma de Nápoles por Sforzia en 1423; con don Juan de Moncada se halló en el asalto a Marsella. Fue camarlengo y gobernador de Valencia entre 1429-1448. Con carácter vitalicio, si bien el monarca disponía que fuese sucedido por su hijo Juan siempre que por renuncia o muerte lo dejase vacante. El 27 de abril de 1431 compró el señorío de Petrel a Pere de Rocafull ante notario por 121.000 sueldos, como estrategia para implantarse de forma estratégica en el Valle del Vinalopó. En 1432 fue nombrado por el rey capitán de la armada que pasó a África, en 1447 intervino en la conquista de Nápoles de la que fue señor y posteriormente conde de Cocentaina. Alfonso V de Aragón le cedió la acequia de Antella con sus rentas y beneficios de por vida. Fue dueño de una de las más importantes fortunas valencianas de la época.